# 高松美咲
高松 美咲（たかまつ みさき、1992年3月21日 - ）は、日本の女性漫画家。富山県射水市出身。富山県立高岡西高等学校、金沢美術工芸大学美術工芸学部美術科（油画専攻）卒業。
2013年に『アメコヒメ』で単行本デビューを果たす。2015年に『カナリアたちの舟』で連載デビューし、以来、主に『月刊アフタヌーン』（講談社）で作品を発表している。

## 経歴
小学生のころから漫画家セットを欲しがり、10代のころは漫画ばかり買っていたという。金沢美術工芸大学に進学後、漫画を描き始める。
2012年、アフタヌーン四季賞に応募し、秋のコンテストで佳作を受賞する。翌2013年、ふゅーじょんぷろだくとから単行本『アメコヒメ』を上梓し、漫画家としてデビューする。その後、2015年6月から11月にかけて、『月刊アフタヌーン』で『カナリアたちの舟』を短期集中連載する。
2018年、『月刊アフタヌーン』で『スキップとローファー』の連載を開始する。
2023年、『スキップとローファー』が第47回講談社漫画賞総合部門を受賞する。

## 人物像
富山県出身だが、母親の実家が石川県珠洲市にあり、その関係で珠洲市とも縁がある。このことは漫画にも活かされており、一例として、『スキップとローファー』の主人公の故郷「鈴市凧島町」は珠洲市から能登町にかけての地域をモデルにしている。この実家は『スキップとローファー』連載中に発生した令和6年能登半島地震で全壊し、高松の祖父母も帰らぬ人となった。
「人の心の機微」に関心を抱いており、漫画家として描きたいテーマにも「人の心の微妙な動き」を挙げている。その一方で、小さいころから様々なジャンルの漫画を読んでいたため、描く漫画のジャンルには特にこだわりはないという。

## 作品リスト

### 連載
- カナリアたちの舟（『月刊アフタヌーン』2015年8月号 - 2016年1月号） - 連載デビュー作。
- スキップとローファー（『月刊アフタヌーン』2018年10月号 - ）

### 書籍
特記のない限り、講談社のアフタヌーンKCよりの発行。
- 『アメコヒメ』ふゅーじょんぷろだくと〈POE BACKS/Beコミックス〉、2013年、ISBN 978-4-89393-878-7
- 『カナリアたちの舟』、2016年1月22日発売[10]、ISBN 978-4-06-388113-4
- 『スキップとローファー』、2019年 - 、既刊11巻（2024年12月23日現在）

## 出演

### トークイベント
- 金井暁×吉川きっちょむのマンガ語りvol.1（2022年12月5日、LOFT9 Shibuya開催） - 高松美咲、幸村誠がトークライブゲスト出演[11][12]